# Trypetimorpha wilsoni
Trypetimorpha wilsoni är en insektsart som beskrevs av Huang och Thierry Bourgoin 1993. Trypetimorpha wilsoni ingår i släktet Trypetimorpha och familjen Tropiduchidae. Inga underarter finns listade i Catalogue of Life.